# Berg der Versuchung (Westjordanland)
Der Berg der Versuchung (arabisch جبل الأربعين, DMG Ǧabal al-arbaʿīn oder جبل القرنطل / Ǧabal al-Qurunṭul, englisch Mount of Temptation oder Mount Quarantania, griechisch Σαραντάριο Όρος Sarantário Óros, die letzteren wie al-arbaʿīn nach der Zahl vierzig) ist ein Berg des Judäischen Berglands wenige Kilometer außerhalb der Stadt Jericho im Westjordanland.

## Name
Nach der christlichen Überlieferung soll Jesus von Nazaret an diesem Ort den Versuchungen des Teufels widerstanden haben, während er dort 40 Tage lang fastete (Mt 4,1–4 ). An seinem Hang befindet sich heute das griechisch-orthodoxe Kloster Qarantal (Deir al-Quruntul), dort hinauf führt die Jericho-Seilbahn.
Am Nordabhang des Berges befindet sich die Quelle Ain Duk. Auf dem Berg befinden sich zahlreiche Höhlen, die archäologisch untersucht wurden.

## Geschichte

### Hasmonäerzeit: Festung Dok

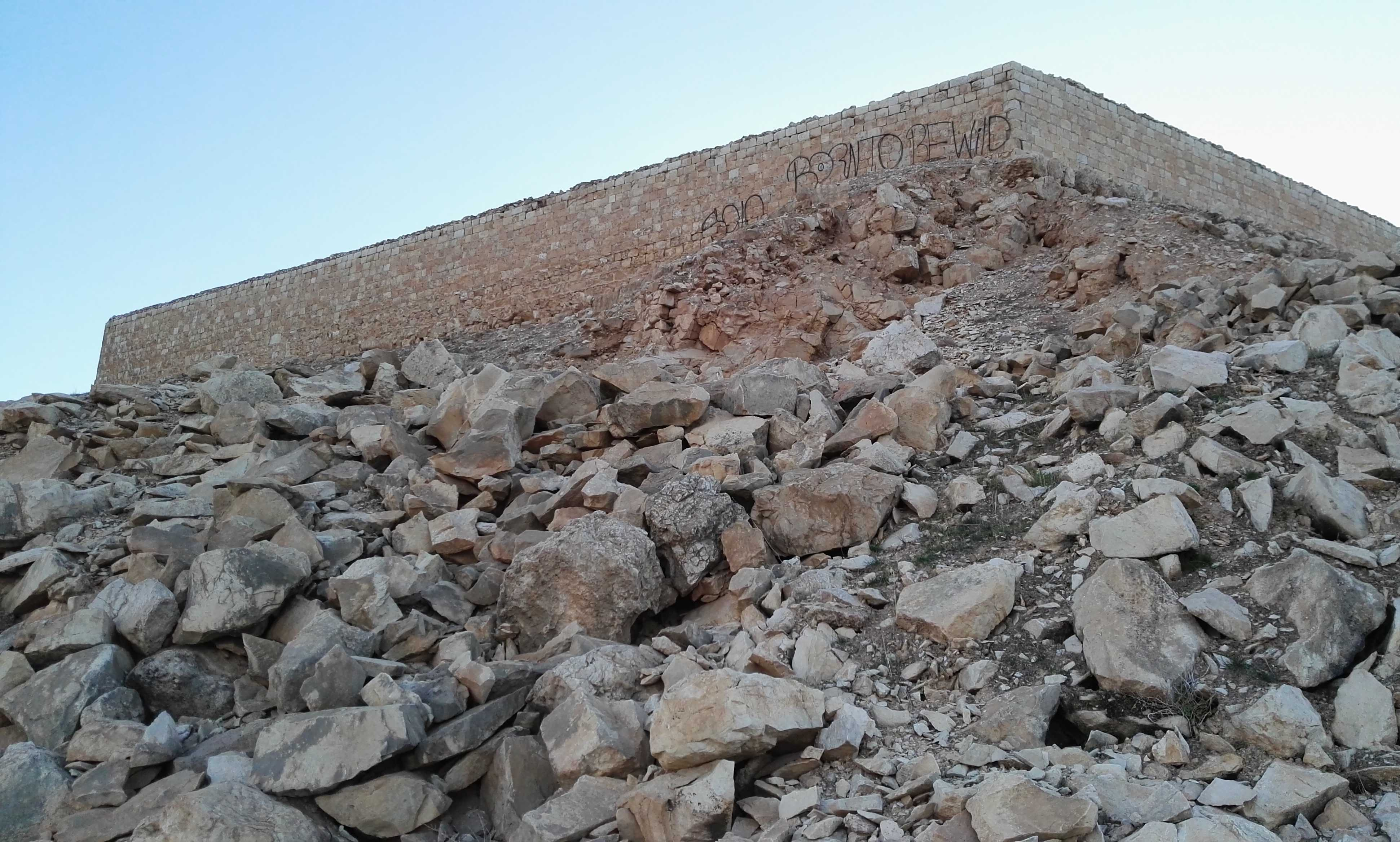
Die Wehrmauern der Festung Dok

Auf dem Gipfel befinden sich die Überreste der seleukidischen Festung Dok oder Dagon. Nach dem jüdischen Historiker Flavius Josephus und dem 1. Buch der Makkabäer (1 Makk 16,11–24 ) wurden hier um das Jahr 134 v. Chr. der Ethnarch von Judäa, Simon, seine Mutter und seine beiden Söhne durch seinen Schwiegersohn Ptolemaios ermordet. Simon war einer der Anführer des Aufstands der Makkabäer und der Begründer der Dynastie der Hasmonäer.

### Byzantinische Epoche
Um 340 n. Chr. verließ Chariton der Bekenner, Gründer des ersten Klosters in der Wüste Juda, dieses aufgrund von Überfüllung und gründete in Duka auf der Spitze des Berges eine Kapelle wie auch eine weitere in einer Höhle weiter unten am östlichen Hang, in der Jesus sich aufgehalten haben soll. Nach der christlichen Überlieferung wurde der Ort mit dem Berg der Versuchung identifiziert, auf dem Jesus 40 Tage lang gefastet haben und vom Teufel vergebens versucht worden sein soll (Mt 4,1–4 ), weswegen der Berg den Namen „Qarantal“ (Berg der vierzig Tage) trägt. Chariton verließ das Kloster später in Richtung Suka bei Bethlehem, sein Nachfolger wurde der Mönch Elpidius.

### Kreuzfahrerzeit
Duka und die Höhlen in seiner Umgebung waren bis in das 8. Jahrhundert bewohnt, bevor sie verlassen und erst in der Kreuzfahrerzeit wieder besiedelt wurden.

### 19.–21. Jahrhundert

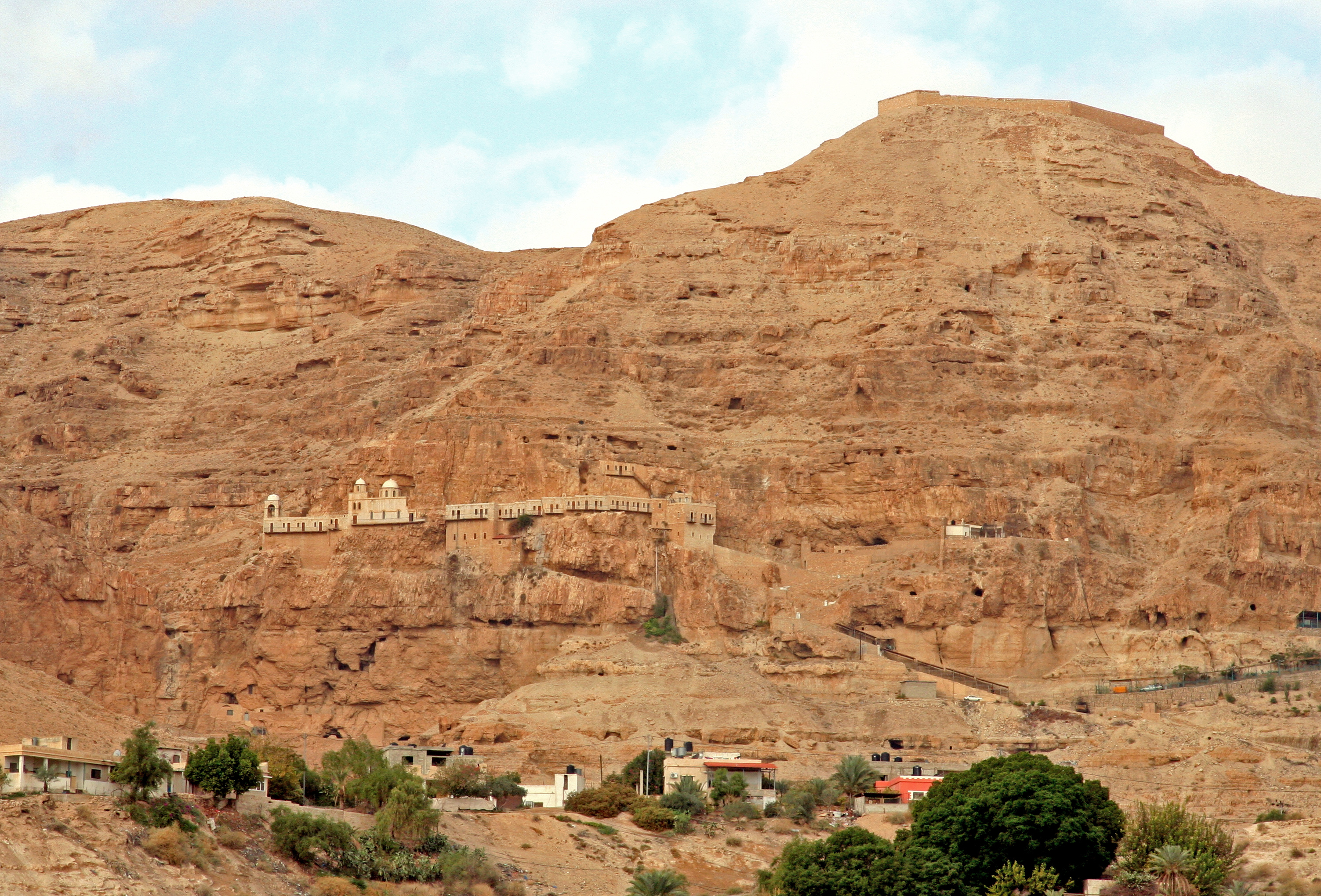
Das Sandarion-Kloster am Hang und die Festung Dok auf dem Gipfel des Berges, gesehen von der Stadt Jericho aus. Hier soll sich die Versuchung Jesu durch den Satan ereignet haben.

Mit der muslimischen Rückeroberung der Region begann der Bedeutungsverlust des Klosters, bis es erneut völlig verlassen wurde. Im Jahr 1874 kaufte die Griechisch-orthodoxe Kirche das Gelände und richtete hier 1897 das Sarandarion-Kloster ein. Von diesem Kloster steigt ein schmaler Pfad zur alten Hasmonäer-Burg Dok und zur Gipfel-Kapelle des St. Chariton empor.
Im Jahr 1948 während des Israelischen Unabhängigkeitskrieges übernahmen arabische Flüchtlinge zeitweilig die Kontrolle über das Kloster und zwangen die Mönche zum Verlassen desselben. Die Dokumentation „Der Berg der Versuchung“ der ZDF-Reihe Terra X aus dem Jahr 2011 berichtete über den letzten Mönch, Vater Gerasimus, der dieses Kloster seit ungefähr 30 Jahren bewohnte und beaufsichtigte.

## Archäologie
Bei Ausgrabungen in Höhlen nahe dem Kloster in den Jahren 1986 und 1993 wurden zahlreiche archäologische Überreste aus dem Chalkolithikum und der Frühbronzezeit gefunden sowie Papyri aus der Zeit des Zweiten Tempels und dem Bar-Kochba-Aufstand. Allerdings ist die Stratigraphie durch Eingriffe aus dem Mittelalter und der Neuzeit gestört. So fanden sich auch eine griechische Zeitung von 1948 sowie Waffen, die von der jordanischen Armee im Sechstagekrieg genutzt worden waren.